# Palazzo della Cassa di Risparmio (Parma)

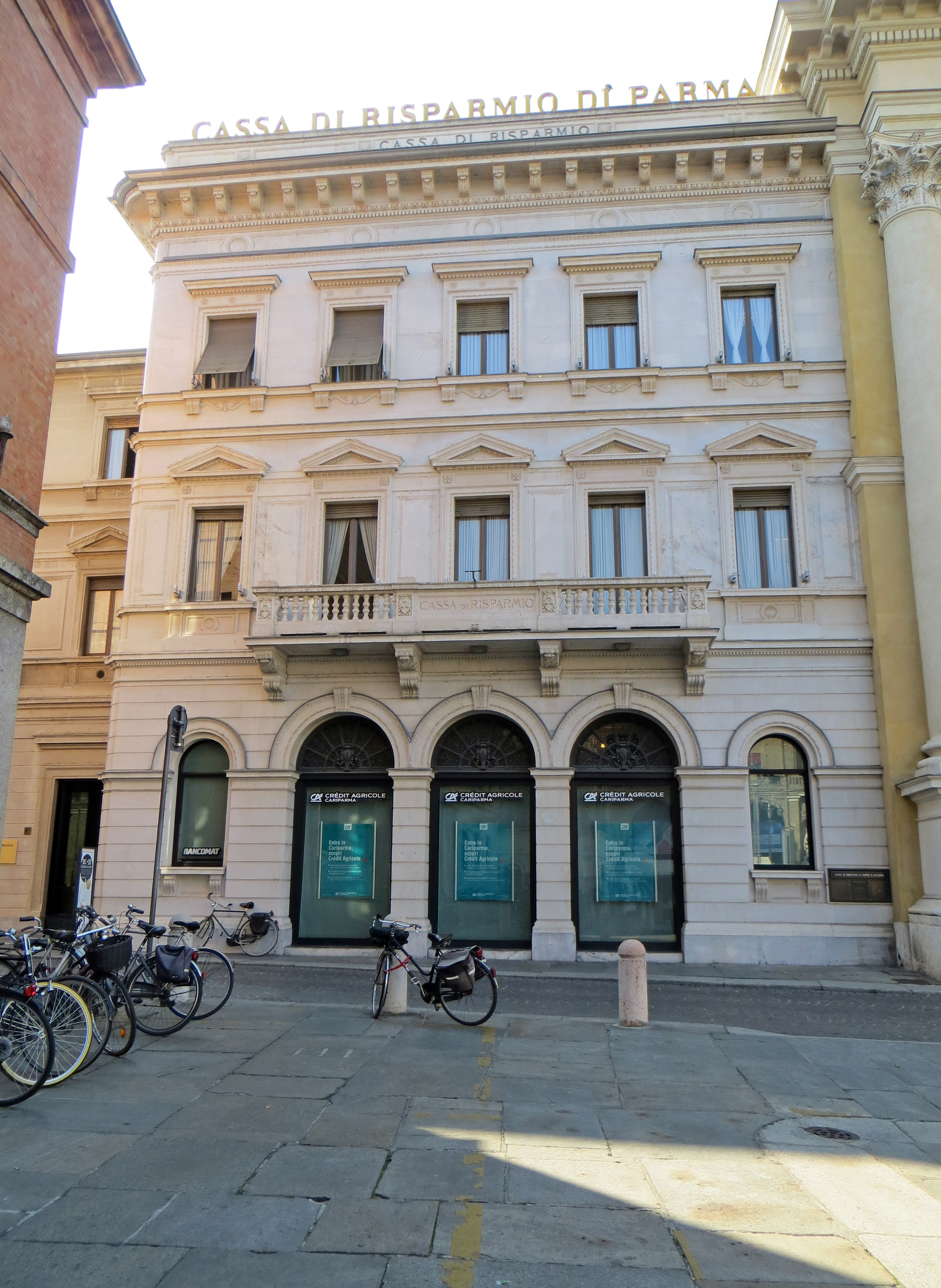
Palazzo della Cassa di Risparmio in Parma. Hauptfassade zur Piazza Garibaldi.

Der Palazzo della Cassa di Risparmio ist ein Palast im Stil der Neurenaissance aus den 1870er-Jahren in Parma in der italienischen Region Emilia-Romagna. Er liegt an der Südwestecke der Piazza Garibaldi im Stadtzentrum, neben der klassizistischen Kirche San Pietro Apostolo auf Haus-Nr. 9a.

## Geschichte
Die Sparkasse von Parma begann ihr Geschäft 1860 im Palazzo Tarasconi in der Strada Farini, brauchte aber ziemlich bald mehr Platz. Aus diesem Grund kaufte sie 1869 einige alte Gebäude an der Südwestecke der heutigen Piazza Garibaldi und verlegten ihren Sitz dorthin.
1875 unternahm man die ersten Umbau- und Ausschmückungsarbeiten an den Gebäuden mit der Schaffung des ersten Beratungssaales zur Strada dell’Università hin durch den Bühnenbildner Girolami Magnani.
1912 betraute der Verwaltungsrat die Architekten Luigi Broggi und Cesare Nava aus Mailand mit dem Komplettumbau der Gebäude, anfangs, um außer dem Ratssaal auch die Außenmauern unverändert zu lassen und die Bankgeschäfte unterbrechungsfrei fortsetzen zu können. Im Folgejahr begannen die Arbeiten, aber die Fundamente erwiesen sich als zu schwach, um die neuen Aufbauten zu tragen, und so wurde es nötig, fast die gesamten alten Gebäude abzureißen, um vollkommen neu zu bauen. Die Kunden- und Büroräume wurden vorübergehend in die Redoute des Teatro Regio verlegt, bis der Palast 1915 fertiggestellt war. Der neue Beratungssaal, der größer als der vorhergehende war, wurde vom Maler Amedeo Bocchi verziert und ausgemalt, der seine Arbeiten fast pünktlich 1916 beendete. Der alte Beratungssaal blieb dennoch erhalten.
Im Zweiten Weltkrieg diente das Gebäude als Sitz der Partito Nazionale Fascista.
1956 wurden die Innenräume des Palastes restauriert, um sie an die neuen Bedürfnisse anzupassen. Man erneuerte die Böden, die Aufzüge, die Möbel und Einrichtungsgegenstände und die zugehörige Ausschmückung zahlreicher Räume im klassizistischen Stil, was der Bildhauer Carlo Carvi durchführte.
1965 zog die Handelskammer von Parma von ihrem damaligen Sitz in der Strada Cavestro gegenüber der Sparkasse in das heutige Gebäude in der Via Verdi um und verkaufte der Sparkasse ihren alten Palast. Diese ließ ihn restaurieren und über mit einem Übergang mit ihrem benachbarten Palast verbinden.
2002 wurden weitere Arbeiten eingeleitet, die das Erdgeschoss des Palastes betrafen, wo unter der Leitung des Architekten Lucio Pizzetti der Salon mit doppelter Raumhöhe restauriert und der alte Marmorboden wiederhergestellt wurde.

## Beschreibung
Der Palast hat einen nahezu rechteckigen Grundriss von etwa 1500 m².
Die Hauptfassade zur Piazza Garibaldi hin ist in zwei Hauptbaukörper aufgeteilt, weil die Bauordnung zur Zeit des ersten Umbaus eine Frontlänge von mehr als 14 Metern ausschloss. Der Baukörper, der an die Kirche San Pietro Apostolo anschließt, springt gegenüber dem Rest des Gebäudes einige Meter vor, zeigt aber die gleichen stilistischen Kennzeichen der Neurenaissance wie der gesamte Palast.
Alle Fassaden des Gebäudes, die verputzt und weiß gestrichen sind, sind durch klassisch-elegante Zierelemente gekennzeichnet, die sich am Vorbau zur Piazza Garibaldi hin besonders reich zeigen. Er wird durch einen kleinen Balkon mit Balustern im ersten Obergeschoss dominiert, der sich oberhalb der drei Bögen des alten Eingangs erstreckt. Alle Fenster besitzen Rahmen und die im ersten Obergeschoss zusätzlich Tympana. Dieses Muster zeigt sich in etlichen Stockwerken, an den verschiedenen Teilen des Palastes in unterschiedlichen Höhen und ist darüber hinaus von einigen Terrassenbereichen überdacht.
Die Innenräume stechen durch ihre reichen Materialien, insbesondere Marmor, hervor. Marmorplatten zieren besonders den großen Salon im Erdgeschoss mit Kolonnaden und klassischen Verzierungen. Die monumentale Eingangstreppe wird durch eine bronzierte Plakette dominiert, die sich dem Thema des Sparens widmet. Sie wurde von Carlo Corvi zur Hundertjahrfeier der Sparkasse geschaffen.
Viele Räume sind darüber hinaus mit bedeutenden Bildern des Antiquariats geschmückt, die über die Jahre gekauft wurden, und vor allem mit Kunstwerken, darunter zahlreiche alte Stempel, die ursprünglich im Inneren des zerstörten Oratoriums des Heiligen Johannes in Capo di Ponte aufbewahrt wurden. Darüber hinaus ist dort eine Sammlung von Gemälden, die von den Künstlern Giovanni Lanfranco, Ilaro Spolverini, Prospero Fontana, Cristoforo Caselli (genannt „il Temperello“), Donnino Pozzi, Erminio Fanti, Enrico Santori, Giovanni Gaibazzi, Amos Nattini, Renato Vernizzi, Atanasio Soldati, Nando Negri, Latino Barilli, Carlo Mattioli, Bruno Zoni und zahlreichen anderen geschaffen wurden, erhalten.

### Sala Magnani
Im ersten Obergeschoss liegt zur Strada dell’Università hin der erste Beratungssaal, der 1875 vom Bühnenbildner Girolamo Magnani im klassizistischen Stil gestaltet wurde.
Die Wände sind mit einem sehr reichen Zyklus von Fresken, gerahmt mit floralen Motiven, dekoriert, auf denen Hell-Dunkel-Darstellungen um das Thema „Sparen“ abgebildet sind. Auf dem Gewölbe, das durch ähnliche Konturen und Bänder in vier Segmente unterteilt ist, sind dagegen die „Vier Jahreszeiten“ abgebildet.

### Sala Bocchi
Im ersten Obergeschoss liegt der große Beratungssaal, der als eines der wertvollsten Werke des Künstlers Amedeo Bocchi gilt.

#### Geschichte
Der Raum wurde 1914 im Art-déco-Stil projektiert, aber die Arbeiten wurden erst nach dem Ersten Weltkrieg abgeschlossen, auch wenn er bereits 1916 fast fertig war. Der Maler beschränkte sich nicht nur darauf, die Fresken an den Wänden anzubringen, sondern kümmerte sich auch um die Möblierung, den Bodenbelag, das Buntglasfenster an der Decke und die Beleuchtung, wobei er einen der wenigen Räume in Italien schuf, die von einem einzigen Jugendstilkünstler erdacht und realisiert wurden.
1938 erklärte sich auf Druck der faschistischen Regierung der Generaldirektor der Sparkasse mit der Restaurierung des Saales durch den Bildhauer Pietro Canonica einverstanden, der nicht nur die Standbilder von König Viktor Emanuel III. und des Duce Benito Mussolini hinzufügte, sondern auch die Fresken Bocchis mit Putz und grauer Farbe übermalte und die Beleuchtungskörper entfernte, um sie durch vier Fackeln zu ersetzen, die er an den Ecken des Raumes anbrachte.
1974 entschied sich die Verwaltung der Sparkasse, die Art-déco-Dekoration wiederherstellen zu lassen, und kontaktierte den alten Künstler Amedeo Bocchi, der den gesamten Saal kostenlos restaurierte und in seinen ursprünglichen Zustand zurückversetzte.

#### Dekoration
Der Saal mit rechteckigem Grundriss ist durch seine stilistische Einheit gekennzeichnet, die einige Aspekte des Jugendstils mit dem Art déco mischte und so vor allen Dingen die Wiener Secession und Gustav Klimt inspirierte.
Die Beschreibung stützt sich auf die Beschreibung „Memoria per la Sala Bocchi alla Cassa di Risparmio“, die der Künstler einige Jahre nach der Ausführung verfasste.
Drei Wände sind mit Fresken verziert, während die vierte einige Fenster besitzt. Vor dieser vierten Wand ist die lange Seite symmetrisch in drei Teile unterschiedlicher Breite mit einigen Lisenen aufgeteilt. Im mittleren, breiteren Raum sticht über dem hölzernen Mobile die große Abbildung des „Sparens“ heraus: Vor einem silbernen Hintergrund wird die Sparkasse allegorisch unten in der Mitte durch einen Goldfluss dargestellt, in den die Hoffnung mündet, die mit ihrem rechten Arm das Volk grüßt, das sich beeilt, die eigenen Ersparnisse zu bringen, um den goldenen Strom zu vergrößern.
Auf der rechten Wand liegt zwischen zwei Türen das Fresko „Schutz“: Die Sparkasse wird allegorisch durch einen großen Flügel dargestellt, der die Arbeiter und die Mütter mit ihren Kindern einschließt, während in der Mitte ein stehender Mann auftaucht, der die Lichter der Gedanken in seinen Händen hält.
Auf der linken Wand ist symmetrisch zur vorhergehenden das Fresko des „Reichtums“ angebracht: Vor einem goldenen Hintergrund mit Spitzen in Relief streuen drei geflügelte Frauen Blumen, eine Allegorie für die Gaben von Gott, der alles Gute bringt.
Die Decke, die dank einer Reihe kleiner Zwischendecken erhöht erscheint, ist von einem Buntglasfenster mit floralen Motiven dominiert, das von hinten angestrahlt wird. Genau unterhalb des letzteren ist ein großer, rechteckiger Tisch mit gleichartigen Stühlen aus hellem Holz mit schwarzen Intarsien erhalten, die das dekorative Motiv der anderen Möbel, der Türen und auch des Bodenbelags aufnehmen, die ebenfalls in Holz nach dem Entwurf des Künstlers ausgeführt sind. In dem Raum gibt es auch einige silberne Becher und Skulpturen, die von Renato Brozzi nach den Anweisungen von Amedeo Bocchi im Jugendstil geprägt wurden.